# N1 (Demokratische Republik Kongo)
Die N1 ist eine Fernstraße in der Demokratischen Republik Kongo, die in Banana beginnt und in Kasumbalesa endet. Sie kreuzt mit insgesamt 13 Straßen und ist die längste Fernstraße in der Demokratischen Republik Kongo. In Kasumbalesa endet die N1 an der Grenze zu Sambia, wo sie als T3 weiterläuft. Sie ist 2746 Kilometer lang.

## Kreuzungen
| Nummer | Stadt             | Fernstraße |
| ------ | ----------------- | ---------- |
| 1      | Bankuna           | N17        |
| 2      | Kenge             | N16        |
| 3      | Kikwit            | N19        |
| 4      | Mutombo           | N39        |
| 5      | Bulunga           | N20        |
| 6      | Kananga           | N41        |
| 7      | Flughafen Kananga | N40        |
| 8      |                   | N42        |
| 9      | Mbuji-Mayi        | N2         |
| 10     | Mwene Ditu        | N40        |
| 11     | Kabonda Dianda    | N33        |
| 12     | Nguba             | N39        |
| 13     | Lubumbashi        | N5         |

## Größere Städte
- Banana
- Boma
- Mbanza Ngunga
- Kinhansa
- Kikwit
- Tshikapa
- Kayembe
- Kamina